# Você Não Vale Nada
"Você Não Vale Nada" é uma canção composta por Dorgival Dantas Em 2009, foi tema da personagem Norminha (Dira Paes), na telenovela Caminho das Índias.

## Informações gerais
A canção foi gravada originalmente no ano de 2006 pela banda Solteirões do Forró, interpretada pelos vocalistas Zé Cantor e Taty Girl, no álbum Casando com o Sucesso, vol. 2.
No ano de 2009, a canção foi regravada pela banda sergipana Calcinha Preta, interpretada pelos vocalistas Bell Oliver e Silvânia Aquino. O single ganhou projeção nacional ao ser escolhido pela TV Globo para ser o tema da personagem Norminha (Dira Paes), na telenovela Caminho das Índias.
Posteriormente a banda Calcinha Preta incluiu a versão ao vivo da canção no álbum Volume 20 (Ao Vivo) e no álbum seguinte, intitulado Ao Vivo e na Boca do Povo.

## Premiações
A canção rendeu à banda Calcinha Preta o Prêmio Globo de Melhores do Ano de música do ano de 2009, o Prêmio Extra de Televisão de 2009 e o Troféu Imprensa de 2010.